# Pterois lunulata
Pterois lunulata (лат.) — рыба семейства скорпеновых.
Вид распространен в Индо-Тихоокеанском регионе от Маврикия до юга Японии и далее на юг до Новой Каледонии и северной Австралии.
Рыба среднего размера 25—35 см длиной, яркой расцветки. Тело беловатого цвета со множеством тонких и широких коричневых поперечных полос. Грудные плавники относительно крупные с ядовитыми жёсткими лучами. В спинном плавнике 13 жёстких лучей, снабжённых ядовитыми железами, и 13 мягких лучей.
Это морской, тропический вид, обитающий на коралловых рифах на глубине до 170 м.
Питается мелкой рыбой и ракообразными.